# 尤宁斯普林斯
尤宁斯普林斯是美国阿拉巴马州下属的一座城市，亦是布洛克县的縣城。面积约为6.63平方英里（约合17.17平方公里）。根据2000年人口普查，该市有人口3,670人。根据2010年人口普查，该市有人口3,980人，人口密度为600.48/平方英里（约合231.8/平方公里）。

## 地理
該市的座標為32°49′28″N 85°25′29″W / 32.824407°N 85.4246094°W（32.824407,-85.4246094）。根據2000年人口普查，本城面積為6.9平方英里（17.87平方），沒有水域。